# Rosy de Macedo Pinheiro Lima
Rosy de Macedo Pinheiro Lima (Paris, 2 de abril de 1914 - 2002 ) foi uma advogada,  poeta, biógrafa, jornalista e política brasileira.

## Biografia
Filha do Dr. José Maria Pinheiro Lima e de d. Stella de Macedo Pinheiro Lima, iniciou seus primeiros estudos na Europa finalizando-os na capital paranaense. Aos 19 anos de idade recebeu o grau de Bacharel em Direito pela Faculdade de Direito do Paraná, atual Universidade Federal do Paraná.
Em 1933 a Dr. Rosy participa da fundação do Centro Paranaense Feminino de Cultura, sendo eleita sua primeira presidente no biênio 1933-1934.
Em 1937 defendeu tese de doutorado na Universidade do Brasil (Rio de Janeiro), tornando-se assim a primeira brasileira a conquistar o título de doutor em Direito.
Em 1943 obteve bolsa de estudo na Inglaterra e durante um ano freqüentou a Universidade de Cambridge.
Pela UDN foi eleita deputada estadual para a legislatura de 1947-1950 e dessa forma foi a primeira mulher a tomar assento na Assembléia Legislativa do Estado do Paraná.
Desde os tempos de estudante se dedica ao jornalismo e às letras. Sob o pseudônimo Rosy Lima publicou vários trabalhos, entre eles: “A Vida de Julia da Costa” biografia, em 1953 e “Poeira do Sol” poesias, em 1953.